# Andreas Krieger
Pour les articles homonymes, voir Krieger.
 (décembre 2017).
Andreas Krieger, né Heidi Krieger le 20 juillet 1965 à Berlin, est un ancien sportif allemand, athlète spécialiste du lancer du poids qui a remporté les championnats d'Europe d'athlétisme 1986 dans l'équipe féminine du SC Dynamo Berlin avant sa transition à la suite d'un dopage intensif.

## Carrière sportive
Andreas Krieger, né femme et alors connu sous le nom de Heidi Krieger (son nom de naissance), commence l'athlétisme à l'âge de 14 ans, en s'inscrivant à l’École sportive des enfants et de la jeunesse de Berlin, en RDA, affiliée au puissant club sportif du Dynamo, patronné par la STASI. À partir de ses 17 ans, l'athlète est traité à son insu avec des anabolisants (Oral-Turinabol) par des responsables et médecins sportifs est-allemands,.
La médaille d'or lui est attribuée aux championnats d'Europe féminins de 1986 avec un jet de 21,10 mètres. Cette médaille a été rendue plus tard[Quand ?] mais le nom de Heidi Krieger figure encore dans les bilans officiels de l'athlétisme européen.

### Conséquences du dopage subi
À la suite de l'apparition de caractères sexuels secondaires masculins — une taille de 1,87 m et une masse de 100 kg — résultant de la prise de stéroïdes anabolisants, l'athlète prend la décision de changer officiellement de genre en 1997, et effectue une chirurgie de réattribution sexuelle,.
Avec d'autres victimes du système sportif mis en place en RDA, Andreas Krieger a poursuivi le président des Fédérations sportives de RDA, Manfred Ewald, pour dommages corporels. Les victimes réclament un dédommagement de 10 000 € chacune. Manfred Ewald a été condamné à une peine de prison avec sursis.

## Carrière dans l'entreprenariat
Andreas Krieger est entrepreneur à Magdebourg. En 2002, il a épousé l'ex-nageuse Ute Krause qui avait été contrainte au dopage par ses entraîneurs. Il a des problèmes de santé depuis son retrait du sport. Un film documentaire ukrainien réalisé en 2008, Dopage, la fabrique des champions (Допинг. Фабрика чемпионов), retrace l'histoire d'Andreas Krieger, son épouse et leur fille.
Dans le cadre de la Course de la flamme pour les droits de l'homme Andreas Krieger et sa femme se sont prononcés contre le déroulement des Jeux olympiques à Pékin en 2008 si la Chine ne changeait pas significativement sa politique contraire aux droits de l'homme.
Krieger se bat encore pour que ses records, surtout ceux établis dans la catégorie junior, soient effacés des listes officielles.
Depuis 2000, la médaille Heidi Krieger est attribuée par l'association d'aide aux victimes du dopage de Weinheim à des personnes qui se sont illustrées dans le combat contre le dopage dans le sport.